# Lesné (Slovensko)
 Lesné je obec na Slovensku. Nachází se v Košickém kraji, v okrese Michalovce. Obec má rozlohu 6,82 km² a leží v nadmořské výšce 141 m. V roce 2011 v obci žilo 447 obyvatel.

## Historie
První písemná zmínka o obci pochází z roku 1254.
Po neúrodě v roce 1830 postihla v roce 1831 obec cholera od 27. července do 17. srpna. Zemřelo na ni 44 lidí (matrika zemřelých uvádí jejich počty: řeckokatolíků 37, římskokatolíků 6, židů 1). Tato epidemie podnítila na Zemplíně vypuknutí známého rolnického povstání.